# Municipio de North Okaw
El municipio de North Okaw (en inglés, North Okaw Township) es un municipio del condado de Coles, Illinois, Estados Unidos. Tiene una población estimada, a mediados de 2022, de 984 habitantes.

## Geografía
Está ubicado en las coordenadas 39°35′20″N 88°25′1″O / 39.58889, -88.41694. Según la Oficina del Censo de los Estados Unidos, tiene una superficie total de 141.0 km², de la cual 140.9 km² corresponden a tierra firme y 0.1 km² están cubiertos de agua.

## Demografía
Según el censo de 2020, en ese momento había 1004 personas residiendo en la zona. La densidad de población era de 7.1 hab./km². El 97.01 % de los habitantes eran blancos, el 0.20 % eran afroamericanos, el 0.20 % eran amerindios, el 0.10 % era asiático, el 0.10 % era de otra raza y el 2.39 % eran de una mezcla de razas. Del total de la población, el 0.80 % eran hispanos o latinos de cualquier raza.